# Dan Williams (giocatore di football americano 1969)
Daniel Williams II (Ypsilanti, 15 dicembre 1969) è un ex giocatore di football americano statunitense che ha militato nel ruolo di defensive end nella National Football League (NFL).

## Biografia
Dopo avere giocato a football al college all'Università di Toledo, Williams fu scelto come 11º assoluto nel Draft NFL 1993 dai Denver Broncos. Vi giocò per quattro stagioni, senza fare mai registrare più di due sack. Esplose invece quando nel 1997 passò ai Kansas City Chiefs in cui ne mise a segno un primato in carriera di 10,5. Rimasto fuori dai campi di gioco nell'anno successivo, tornò ai Chiefs nel 1999, con cui rimase fino al termine della carriera nel 2001.

## Statistiche
| Tackle     | 162  |
| sack       | 27,0 |
| intercetti | 1    |